# Porte de Filarète
La porte de Filarète définit les battants en bronze du portail central de la basilique Saint-Pierre du Vatican. La porte composée de deux battants est une réalisation de l'artiste florentin Le Filarète commissionné par le pape Eugène IV.

## Histoire
Le Filarète était un artiste de l'atelier de Lorenzo Ghiberti avec qui il avait travaillé à la fonte de la porte nord du baptistère de Florence. C'est pourquoi il est choisi par Eugène IV pour l'œuvre romaine.
La porte est réalisée entre 1433 et 1445, dans une période politiquement troublée. Elle est installée à l'entrée centrale de la basilique. 
Après l'achèvement de la démolition de l'ancienne basilique Saint-Pierre, en 1619, elle est installée dans le passage central de la nouvelle basilique, avec des modifications en haut et en bas des deux portes pour les adapter en hauteur à la nouvelle construction.

## Description
Chaque porte est divisée en trois panneaux superposés. On y retrouve diverses scènes de la Bible avec le Christ, saint Pierre et saint Paul. Les panneaux sont encadrés de spirales d'acanthes, avec des motifs classiques, des profils d'empereurs et de personnages de l'époque, ainsi que des scènes tirées de la mythologie grecque et romaine, des Métamorphoses d'Ovide et des Fables d'Ésope.

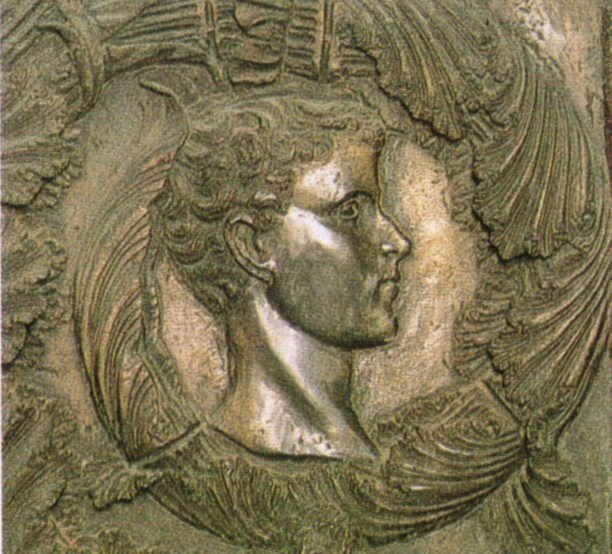
Tête, détail
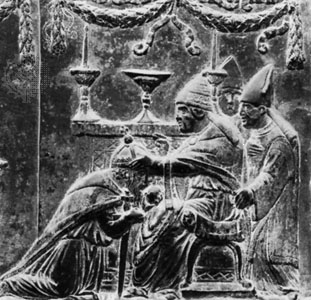
Relief d'Eugène IV
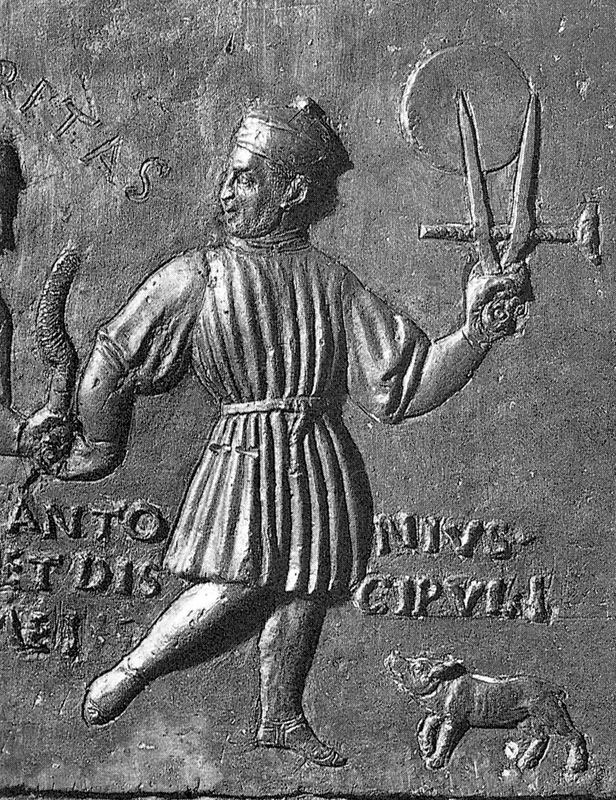
Autoportrait et signature
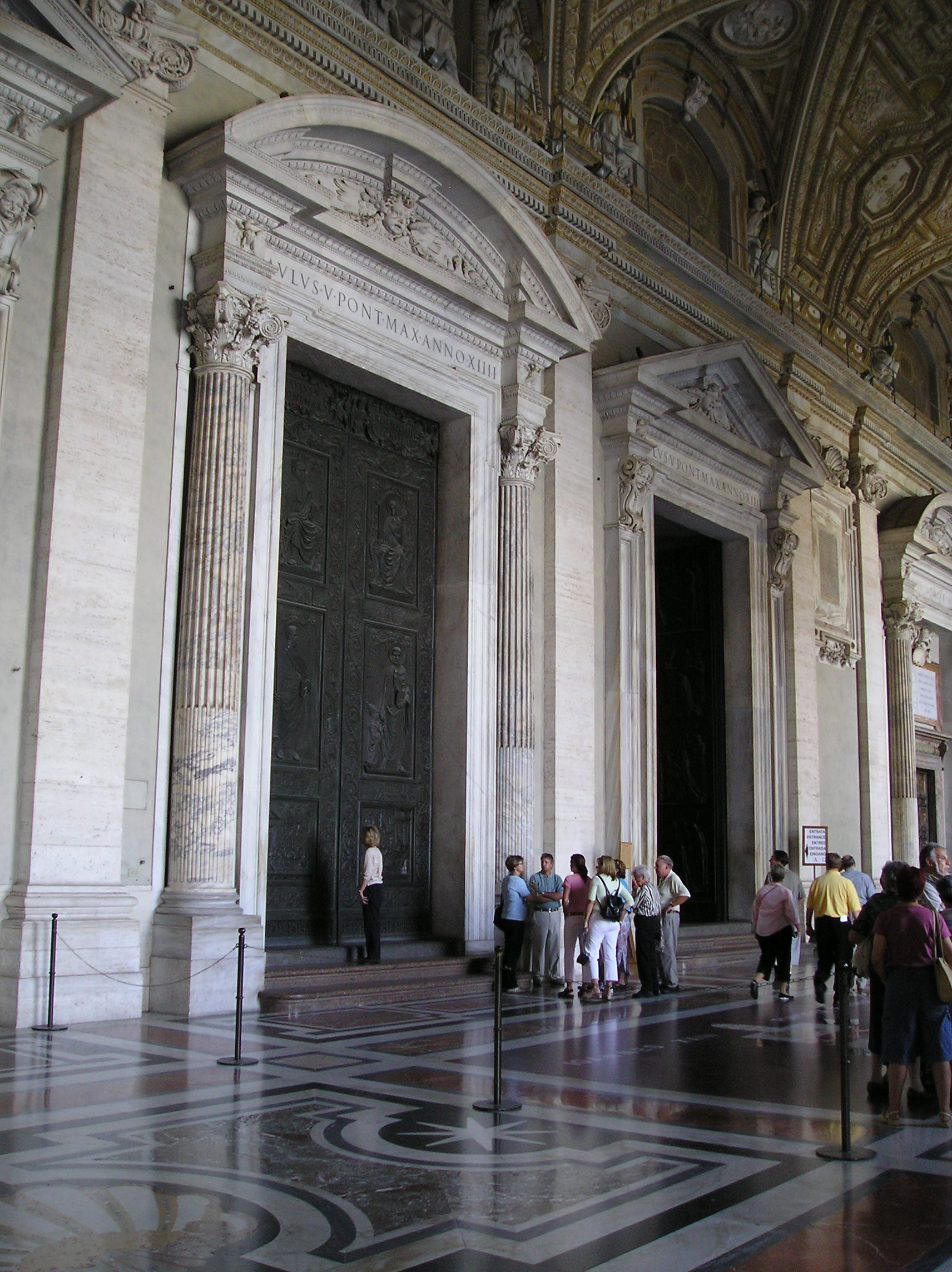
L'atrium de la porte de Filarete
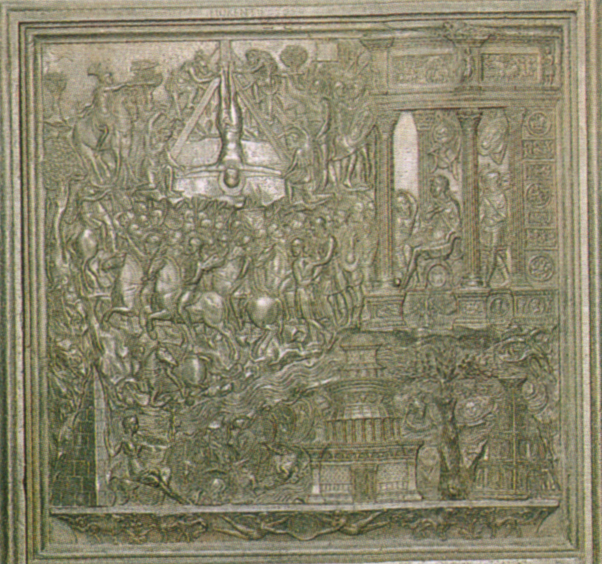
Martyre de saint Pierre